# Brădățel, Suceava
Brădățel este un sat în comuna Horodniceni din județul Suceava, Moldova, România. Localitatea se află la 6 km est de râul Moldova, la 20 km de municipiul Fălticeni, la 25 km de municipiul Suceava și la 25 km de orașul Gura Humorului.

## Obiective turistice
- Mănăstirea Brădățel

 Acest articol despre o localitate din județul Suceava este deocamdată un ciot. Puteți ajuta Wikipedia prin completarea lui.